# جزيرة جيرانغ
جزيرة جيرانغ وهي جزيرة من جزر إندونيسيا، وتقع في إقليم كالمنتان الشرقية.